# Потрясающий Берендеев
«Потряса́ющий Беренде́ев» — советская детская кинокомедия, снятая в 1975 году режиссёром Игорем Вознесенским на киностудии имени М. Горького. Песни исполнил ВИА «Поющие сердца». Съёмки кинокартины проходили в городе Калуга.

## Сюжет
Повествование ведётся от лица Папаханова, директора ПТУ, в котором учится главный герой, Сергей Берендеев.
В провинциальном городе Трубнинске живёт нелюдимый и довольно конфликтный подросток — изобретатель-самоучка Сергей Берендеев. Из-за его экспериментов и изобретений его уже выгоняли изо всех школ города, пришлось устраиваться в ПТУ. Но и там он шокирует окружающих своими разработками: «голографией» и «электрошокером». Следующим пунктом его изобретений становится создание передатчика для посыла сигнала братьям по разуму в систему Альфы Центавра. Несанкционированный выход в эфир засекается, и к Берендееву и его другу, Шуре, применяются строгие воспитательные санкции. Именно на этом комсомольском собрании Сергей влюбляется в активистку-одноклассницу Катю.
Вскоре следует более серьёзный эксперимент: перемещение в антимир. Туда перемещаются все окружающие, кроме самого́ экспериментатора. За это следует ещё одно комсомольское собрание и реальная угроза отчисления, а ПТУ Сергею нужно: «там современная техника». Не удержавшись, он делает ещё одно изобретение: шагоход-вечный двигатель. Аппарат работает, но падает с обрыва и идёт ко дну.
Тем временем педагоги подталкивают энтузиазм и смекалку Берендеева в нужное русло: на усовершенствование резцов для токарного станка, да и самого́ станка в целом. В итоге он получает рационализаторскую грамоту, в его честь устраивается бал.
В недалёком будущем Папаханов ведёт экскурсию по училищу, он показывает портреты известных рационализаторов-выпускников, почётное место среди них занимает Сергей Берендеев.

## В ролях
- Сергей Образов — Сергей Берендеев, юный изобретатель
- Андрей Харыбин — Шура Петров, спортсмен, друг Берендеева
- Евгений Евстигнеев — отец Берендеева
- Лилия Евстигнеева — мать Берендеева
- Борис Иванов — Папаханов, директор ПТУ / рассказчик за кадром
- Алексей Миронов — Павел Иванович, завуч
- Эмилия Мильтон — учительница эстетики
- Елена Валаева — учительница музыки
- Василий Долбитиков — физрук
- Леонид Каневский — майор, начальник милиции, изобретатель-любитель
- Лев Дуров — Василий Копылов, контролёр железной дороги, радиолюбитель-«контрразведчик»
- Тигран Давыдов — Коля, друг Копылова
- Алексей Смирнов — Артур Брагин, кочегар
- Вероника Изотова — Катя Тугаринова, одноклассница Берендеева
- Роман Самерханов — Роман Овечкин, одноклассник Берендеева
- Игорь и Олег Темировы — братья Селивёрстовы, одноклассники Берендеева
- Зинаида Воркуль — контролёр в кинотеатре
- Алексей Чернов — Захарыч, мастер учебного токарного цеха
- Олег Комаров
- Анатолий Артёмов
- Борис Соколов
- Елена Строева